# (4570) Runcorn
(4570) Runcorn ist ein Asteroid des Hauptgürtels, der am 14. August 1985 vom US-amerikanischen Astronomen Edward L. G. Bowell an der Anderson Mesa Station (IAU-Code 688) des Lowell-Observatoriums in Coconino County entdeckt wurde.
Der Asteroid wurde nach dem britischen Geophysiker Keith Runcorn (1922–1995) benannt, der die paläomagnetischen Eigenschaften von Gesteinen erforschte und von 1956 bis 1988 den Lehrstuhl für Physik an der University of Newcastle innehatte.